# شاپرک خاشاکی کاج
شاپرک خاشاکی کاج (نام علمی: Dasychira pinicola) نام یک گونه از بالاخانواده جغدی‌واران است.